# Zofia Wichłacz
Zofia Wichłacz (ur. 5 kwietnia 1995 w Warszawie) – polska aktorka. Laureatka Orła oraz nagrody Festiwalu Filmowego w Gdyni za pierwszoplanową rolę kobiecą w filmie Miasto 44. Wyróżniona także tytułem „Europejskiej Gwiazdy Jutra” na Międzynarodowym Festiwalu Filmowym w Berlinie.

## Życiorys

### Wczesne lata
Urodziła się 5 kwietnia 1995 w Warszawie. Jest córką operatora filmowego Zbigniewa Wichłacza i scenografki Anny Seitz-Wichłacz.
Uczęszczała do Ogniska Teatralnego „U Machulskich” i ukończyła LXIV Liceum Ogólnokształcące im. Stanisława Ignacego Witkiewicza w Warszawie. Naukę w warszawskiej Akademii Teatralnej przerwała po pierwszym semestrze.

### Kariera aktorska
Debiutowała w 2013 w filmach Był sobie dzieciak (reż. Leszek Wosiewicz) i Niegdyś moja matka (reż. Sophia Turkiewicz). W tym roku wcieliła się też w rolę Meli Dulskiej w spektaklu Teatru Telewizji Moralność pani Dulskiej Gabrieli Zapolskiej (reż. Marcin Wrona) oraz gościnnie wystąpiła w drugim sezonie serialu Głęboka woda. Za rolę w Moralności pani Dulskiej uzyskała wyróżnienie aktorskie na Festiwalu Teatru Polskiego Radia i Teatru Telewizji Polskiej „Dwa Teatry” w Sopocie.
W 2014 zagrała jedną z głównych ról w filmie wojennym Miasto 44 w reżyserii Jana Komasy. Za rolę sanitariuszki „Biedronki” otrzymała Orła w kategorii Odkrycie roku oraz nagrodę dla najlepszej aktorki pierwszoplanowej na 39. Festiwalu Filmowym w Gdyni. Ponadto była nominowana do Orła za najlepszą główną rolę kobiecą. W 2014 wystąpiła również w spektaklu telewizyjnym Magdaleny Łazarkiewicz Karski, przedstawiającym życie Jana Karskiego, w którym wcieliła się w postać squatterki Aśki. W tym roku pojawiła się także w etiudzie szkolnej Będzie lepiej oraz zagrała w kilku odcinkach serialu Lekarze, wcielając się w rolę Hanny Karskiej.
W maju 2015 zadebiutowała na deskach teatru rolą Hanny Zach w monodramie Porozmawiajmy po niemiecku, wystawianym w warszawskim Teatrze „Polonia”. Spektakl oparty na pamiętniku Hanny Zach wyreżyserował Łukasz Kos. W 2016 pojawiła się w dwóch etiudach szkolnych: Męski wieczór i Siostrzyczka. Pod koniec 2016 odbyła się premiera ostatniego obrazu w reżyserii Andrzeja Wajdy Powidoki, w którym wcieliła się w postać Hani. W kolejnym roku znalazła się w grupie wyróżnionych tytułem „Europejskiej Gwiazdy Jutra” („Shooting Star”) dla najbardziej obiecujących aktorek i aktorów europejskich na Międzynarodowym Festiwalu Filmowym w Berlinie.
W lutym 2017 do kin trafił dramat Pokot oparty na powieści Olgi Tokarczuk Prowadź swój pług przez kości umarłych w reżyserii Agnieszki Holland, w którym Wichłacz zagrała matkę „Matogi”. Miesiąc później premierę miał film kryminalny Kasi Adamik Amok na podstawie opartej na faktach powieści Krystiana Bali o tym samym tytule. Aktorka w filmie wcieliła się w Zofię Balę, żonę Krystiana Bali i otrzymała za swoją rolę nominację do Nagrody im. Zbyszka Cybulskiego. Pod koniec 2017 premiery miały dwie produkcje z jej udziałem: Twój Vincent – film animowany w którym podłożyła głos Marguerite Gachet w polskiej wersji językowej oraz dramat Macieja Sobieszczańskiego Zgoda, w którym wcieliła się w postać Anny. Ponadto zagrała w dwóch odcinkach drugiego sezonu serialu Belfer, wcielając się w postać Karoliny Gontarskiej. W kolejnych latach zagrała w serialach: Rojst (2018), 1983 (2018), Świat w ogniu: Początki (2019) i DNA (2019).

## Filmografia
| Filmy i etiudy  | Filmy i etiudy                 | Filmy i etiudy                                                   | Filmy i etiudy                                                           |
| --------------- | ------------------------------ | ---------------------------------------------------------------- | ------------------------------------------------------------------------ |
| Rok             | Tytuł                          | Reżyser                                                          | Rola                                                                     |
| 2013            | Był sobie dzieciak             | Leszek Wosiewicz                                                 |                                                                          |
| 2013            | Niegdyś moja matka             | Sophia Turkiewicz                                                |                                                                          |
| 2014            | Miasto 44                      | Jan Komasa                                                       | Alicja „Biedronka”                                                       |
| 2014            | Będzie lepiej                  | Marcin Zbyszyński                                                | dziewczyna w windzie                                                     |
| 2015            | Get To My Love                 | Jakub Józefowicz                                                 |                                                                          |
| 2016            | Siostrzyczka                   | Maciej Edelman                                                   | Zosia                                                                    |
| 2016            | Powidoki                       | Andrzej Wajda                                                    | Hania Borowska, studentka Strzemińskiego                                 |
| 2016            | Męski wieczór                  | Małgorzata Suwała                                                | Ola, córka Andrzeja                                                      |
| 2017            | Zgoda                          | Maciej Sobieszczański                                            | Anna Nowicka                                                             |
| 2017            | Pokot                          | Agnieszka Holland Kasia Adamik                                   | matka „Matogi”                                                           |
| 2017            | Amok                           | Kasia Adamik                                                     | Zofia Bala, żona Krzysztofa                                              |
| 2017            | Twój Vincent                   | Dorota Kobiela Hugh Welchman                                     | Marguerite Gachet (polski dubbing)                                       |
| 2018            | Rojst. Prolog                  | Michał Marczak                                                   | Teresa Zarzycka                                                          |
| 2021            | W lesie dziś nie zaśnie nikt 2 | Bartosz M. Kowalski                                              | Wanessa                                                                  |
| Seriale         |                                |                                                                  |                                                                          |
| 2013            | Głęboka woda                   | Kasia Adamik Olga Chajdas                                        | Kasia Rowińska (sezon 2, odcinek 9)                                      |
| 2014            | Lekarze                        | Filip Zylber Bartosz Konopka                                     | Hanna Karska, siostra Przemysława (odcinki: 53, 55–56, 58, 60–61, 63–65) |
| 2017            | Belfer 2                       | Krzysztof Łukaszewicz                                            | Karolina Gontarska (odcinki: 1–2)                                        |
| 2018            | Rojst                          | Jan Holoubek                                                     | Teresa Zarzycka, żona Piotra                                             |
| 2018            | 1983                           | Agnieszka Holland Kasia Adamik Olga Chajdas Agnieszka Smoczyńska | Karolina Lis, dziewczyna Kajetana                                        |
| 2018            | The Romanoffs                  | Matthew Weiner                                                   | Nadya (odcinek 7)                                                        |
| 2019            | Świat w ogniu: Początki        | Adam Smith Thomas Napper Andy Wilson Chanya Button               | Kasia Tomaszewska                                                        |
| 2019            | DNA                            | Henrik Ruben Genz Kasper Gaardsøe                                | Julita Sieńko (odcinki: 2–8)                                             |
| 2021            | Pisarze. Serial na krótko      | Paweł Maślona                                                    | (odcinki: 13–16)                                                         |
| 2021            | Rojst ’97                      | Jan Holoubek                                                     | Teresa Zarzycka, żona Piotra                                             |
| 2021            | Planeta singli. Osiem historii | Maciej Kawalski                                                  | Paulina (odcinek 4)                                                      |
| 2021            | Receptura                      | Tomasz Szafrański                                                | Zosia Żakowska                                                           |
| 2022            | Wotum nieufności               | Łukasz Palkowski                                                 | Milena Hauer                                                             |
| 2022            | Warszawianka                   | Jacek Borcuch                                                    | Zofia Sztajner                                                           |
| 2024            | Rojst Millenium                | Jan Holoubek                                                     | Teresa Zarzycka, żona Piotra                                             |
| Teatr Telewizji |                                |                                                                  |                                                                          |
| 2013            | Moralność pani Dulskiej        | Marcin Wrona                                                     | Mela Dulska                                                              |
| 2014            | Karski                         | Magdalena Łazarkiewicz                                           | squaterka Aśka                                                           |

## Nagrody
- Nagroda na FPFF w Gdyni Pierwszoplanowa rola kobieca: 2014 Miasto 44
- Orzeł Odkrycie roku: 2014 Miasto 44